# Jurij Melnyicsenko
Jurij Melnyicsenko oroszul: Юрий Мельниченко (Dzsalalabad, 1972. június 5. –) olimpiai bajnok kazak birkózó.

## Pályafutása
Nemzetközi sikereit kötöttfogás légsúlyban (57 kg) érte el. Az 1994-es hirosimai Ázsia-játékokon és az 1996-os atlantai olimpián aranyérmes lett. 1994 és 1999 között két-két világbajnoki arany- és ezüstérmet szerzett. 1996 és 1999 között két Ázsia-bajnoki arany- és egy ezüstérmet nyert.
Az aktív versenyzéstől való visszavonulása után birkózóedzőként tevékenykedett. 2000 és 2004 között a kazak birkózó-válogatott szövetségi kapitánya volt. Ezt követően a Kazak Birkózó-szövetség elnökeként tevékenykedett.

## Sikerei, díjai
- Olimpiai játékok – kötöttfogás, 57 kg
  - aranyérmes: 1996, Atlanta
- Világbajnokság – kötöttfogás, 57 kg
  - aranyérmes (2): 1994, 1997
  - ezüstérmes (2): 1995, 1999
- Ázsia-játékok – kötöttfogás, 57 kg
  - aranyérmes: 1994, Hirosima
- Ázsia-bajnokság – kötöttfogás 57 kg
  - aranyérmes (2): 1996, 1997
  - ezüstérmes: 1999